# عبدالغفار (سیاستمدار)
عبدالغفار (زاده ۱۳۳۶ ولسوالی بهسود - ولایت ننگرهار) سیاستمدار افغانستانی و نماینده مردم ولایت ننگرهار در دوره شانزدهم مجلس نمایندگان است. وی در مجلس شانزدهم نمایندگان افغانستان عضو کمیسیون عرایض و سمع شکایات می‌باشد.

## زندگی‌نامه
عبدالغفار زاده ۱۳۳۶ از ولسوالی بهسود ولایت ننگرهار است. وی تحصیلات متوسطه خود را در سال ۱۳۴۸ به اتمام برد و مدت سه سال در دانشگاه بلخ در رشته تصفیه نفت و گاز ادامه داد و پس از آن به پاکستان مهاجرت کرد.

## دیگر فعالیت‌ها
دیگر فعالیت‌های وی:
- آمر گمرک ننگرهار در دوره حکومت مجاهدین.
- شاروال/شهردار جلال آباد (۱۳۸۰).
- تجارت واردات موتر/خودرو از آمریکا.
- عضو لویه جرگه اضطراری (۱۳۸۱).
- عضو لویه جرگه قانون اساسی (۱۳۸۳).